# 신성욱
신성욱(申性郁, 1963년 3월 10일~)은 대한민국의 교수이며 현재 아신대학교에서 설교학을 가르치고 있다. 한국의 신학자로 설교이론과 실재에 관한 전문가로 평가 받고 있으며, 한국복음주의실천신학회 회장을 맡고 있다.
그는 목회자들을 위한 설교 클리닉인 One+One+One Preaching Academy의 대표로 사역한 바 있다. 존 맥아더, 『진리 전쟁』 (생명의말씀사, 2007), 『확신 있는 설교』 (생명의말씀사, 2008), 『단순한 교회』 (생명의말씀사, 2009) 등의 역서들과,『다 빈치 코드가 뭐길래?』 (생명의말씀사, 2006), 『성경 먹는 기술』 (규장, 2007), 『설교의 삼중주』 (생명의말씀사, 2009), 『목사님, 설교 최고예요』 (생명의말씀사, 2011), 『이동원 목사의 설교 세계』 (두란노, 2014), 29 Rhetorical Skills for Highly Effective Preaching (킹덤북스) 등 다수의 저서들이 있다. 그는 아내와의 사이에 4남매를 두고 있다.

## 학력
- 계명대학교 영문학을 전공(B.A)
- 총신대학교 신학대학원(M.Div. Equiv.)
- Trinity Evangelical Divinity School(구약학 Th.M 수학)
- Calvin Theological Seminary(신약학 Th.M)
- University of Pretoria(설교학 Ph.D)

## 경력
- 대구서문교회 부목사
- 시카고 헤브론 교회 교육 목사
- 남가주 한아름 교회 담임
- 양문교회 협동 목사
- 미 중부개혁장로회 신학대학교(학감 및 교수)
- 총신대학교 신학대학원과 일반대학원(외래교수)
- 현 아신대 설교학 교수
- 현 한국복음주의 실천신학회 회장

## 저서
- 『다 빈치 코드가 뭐길래?』 (생명의말씀사, 2006),
- 『성경 먹는 기술』 (규장, 2007),
- 『목사님 설교 최고예요』 (생명의말씀사, 2007),
- 『이동원 목사의 설교 세계』 (두란노, 2014),
- 『설교의 삼중주』 (킹덤북스, 2020),
- 『김창인 목사의 설교 세계』 (두란노, 2020),
- 『인문학이 묻고 성경이 답하다』 (킹덤북스, 2021)

## 역서
- 존 맥아더의 『진리 전쟁』 (생명의말씀사, 2007),
- 『확신 있는 설교』 (생명의말씀사, 2008),
- 『단순한 교회』 (생명의말씀사, 2009)가 있다.

## 논문

### Ph.D 논문
- “Paul's Use of Ethos and Pathos in Galatians: Its Implications for Effective Preaching”

### 일반 논문
- 번영신학과 설교학적 대응
- ACTS 신학운동의 의의와 설교학적 적용
- A Study on the Analyzing the Congregation for Effective Preaching
- 포스트모더니즘 시대의 강단의 위기와 설교학적 대안: 청중의 요구사항(Felt-need)과 기독교의 필수진리(Real Need)를 중심으로
- The Application and the Role of the Preacher in Expository Preaching
- 성경해석학적 관점에서 본 이동원 목사의 설교와 신학적 특징

## 같이 보기
- 아신대학교
- 개혁신학회
- 한국복음주의신학회
- 한국장로교신학회
- 한국개혁신학회
- 종교개혁500주년기념일
- 요한칼빈탄생500주년기념사업회
- 한국실천신학회
- 한국의 신학자 목록
- 개혁신학자